# كورمانو
كورمانو ( ميلانيو Cormàn [kurˈmãː] ) هي (بلدية) في مدينة ميلانو الحضرية في منطقة لومباردي الإيطالية ، وتقع على بعد حوالي 9 كيلومتر ( 6ميل) شمال ميلانو .
تحد كورمانو البلديات التالية: باديرنو دوجنانو ، بولاتي ، كوسانو ميلانيو ، بريسو ، نوفاتي ميلانيوز ، ميلانو .
كانت تخدمها سابقًا محطة سكة حديد كورمانو كوسانو ميلانينو ، التي أغلقت في عام 2015 ، وأستبدلت بمحطةكورمانو كوسانو ميلاني للسكك الحديدية.